# ルクレティア・ガーフィールド
ルクレティア・ルドルフ・ガーフィールド（Lucretia Rudolph-Garfield , 1832年4月19日 - 1918年3月14日）は、ジェームズ・ガーフィールド大統領の妻であり、1881年3月から9月までの半年間だけアメリカ合衆国のファーストレディを務めた。

## ロマンスと結婚
1851年からウエスタン・リザーブ折衷学研究所（後のハイラム大学）で学び、同級生のジェームズ・ガーフィールドと親しい関係になった。1853年にガーフィールドがウィリアムズ大学へ移った後も文通を続け、更に関係を進展させた。翌1854年にウエスタン・リザーブ折衷学研究所を卒業してルクレティアは教師になった。2人は1858年11月に結婚した。ルクレティアは非常に内気な性格であったために、ガーフィールドはもっと社交的になるように希望して、幾度も苛立ちを募らせた。ガーフィールドは南北戦争への従軍とその後の政治活動によって家を空ける事が多くなり、ルクレティアは結婚生活の最初の6年のうち夫を見たのはたった6週間だけだったと述べている。
ワシントンD.C.で夫妻は気の合う友人と知的関心を共有し、ルクレティアは時々、有名な文学会の会合に夫と一緒に参加した。文学会のメンバーはお互いに食事をしたり、旅行をしたりして交流を深めていった。
ルクレティアは夫を愛していたが、彼の政治活動を嫌った。彼女は急に注目を浴びる事を嫌い、1880年の大統領選挙への夫の出馬に強く反対した。それにも関わらず、知的な彼女はガーフィールドが最も信頼していた顧問の1人であった。夫によってニューヨークに派遣されたルクレティアは自分の本当の身元を隠すために「ミセス・グリーンフィールド」の名前を使用した。

## ファーストレディとして
ファーストレディになったルクレティアはかつての栄光を復元させる目的でホワイトハウスの家具の歴史について研究をしていた。しかし、彼女は1881年5月にマラリアに感染してしまい、プロジェクトは中断された。1881年7月2日にチャールズ・J・ギトーがワシントンの鉄道駅で夫を銃撃する事件（ガーフィールド大統領暗殺事件）が発生。ルクレティアはまだニュージャージー州の海辺のリゾート地で療養を続けていたが、特別列車でワシントンに戻った。ジェームズ・ガーフィールドは生きるために3ヶ月間戦い続け、ルクレティアも献身的な看護を行ったがそれも実らず、9月19日に亡くなった。未亡人となった彼女の悲しみ、夫に対する献身、そして不屈の精神は多くのアメリカ国民からの尊敬と同情を獲得した。ガーフィールドの死後、彼の遺族はオハイオ州にある農場へと帰った。

## 夫の死後

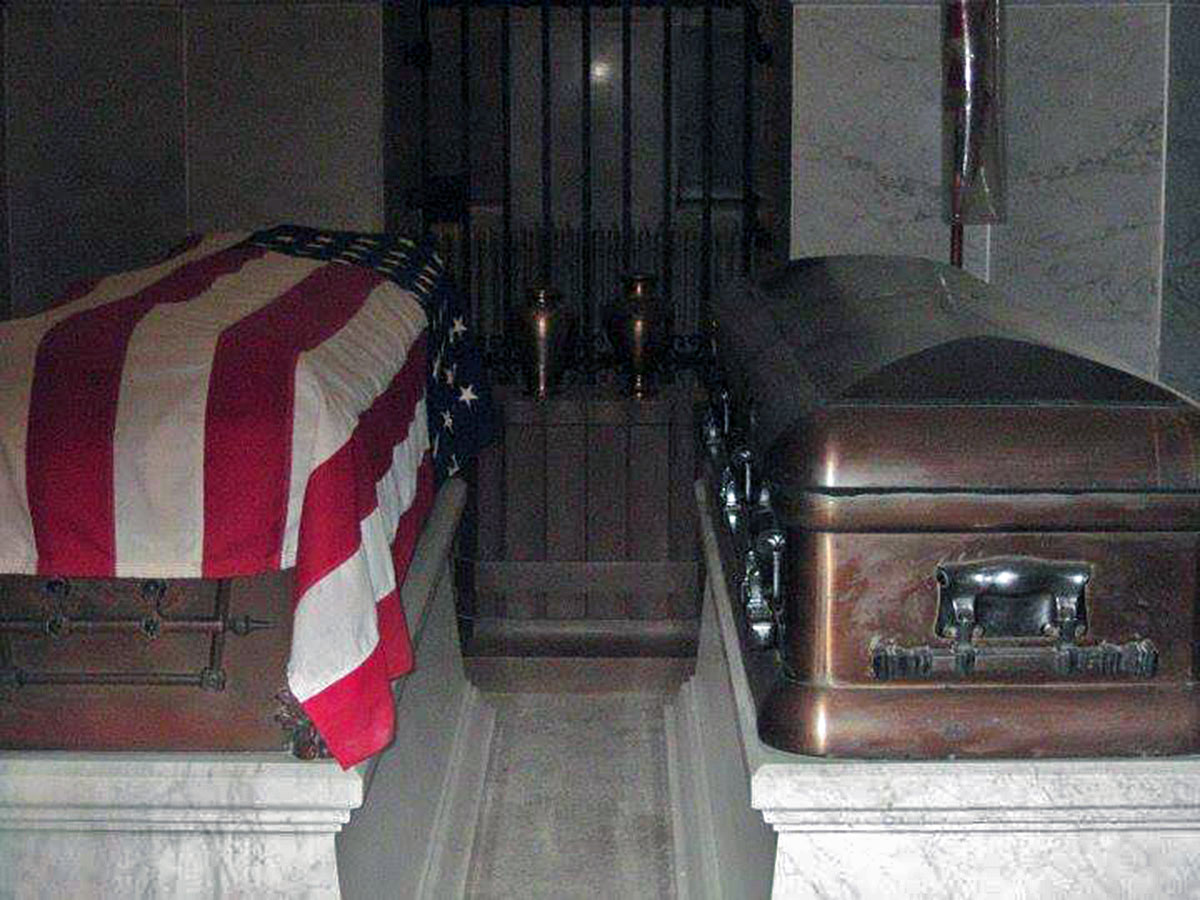
ガーフィールド記念館地下に安置されている2人の棺。右がルクレティアの棺

ルクレティアはその後も政治に関わり、進歩的運動に参加した。亡き夫は共和党に属していたが、彼女は亡くなるまでに民主党に切り替えていた。米西戦争や第一次世界大戦へのアメリカの関与を強く支持した。また、夫の政治活動の記録の保存にも積極的に関わった。
ルクレティア・ガーフィールドは1918年3月14日に死亡した。85歳没。レイクビュー墓地内のガーフィールド記念館の地下にはガーフィールド夫妻の棺が並んで安置されている。

## 子供達

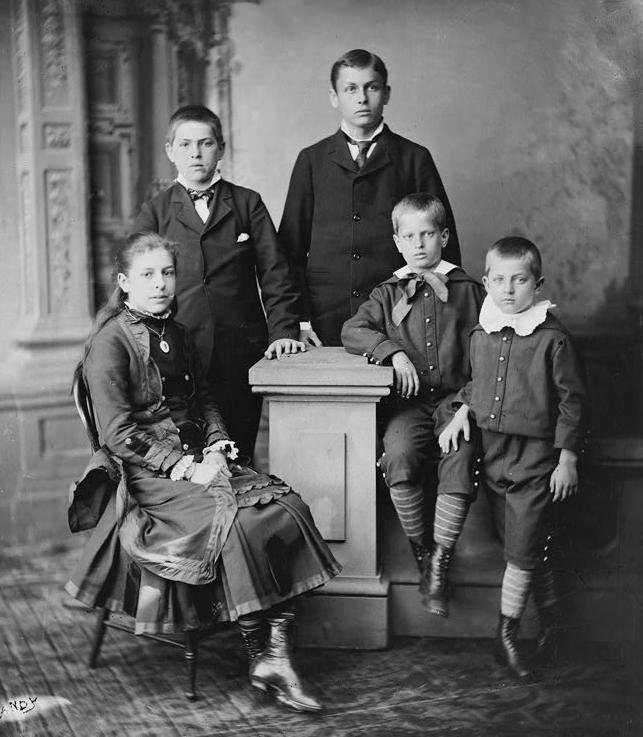
健康に育ったガーフィールド夫妻の5人の子供達（おそらく1870年代後半に撮影）

最初の子供の女の子は直ぐに亡くなり、1876年には2歳の末の息子も亡くなっているが、その間の5人の子供は健康に育った。5人はルクレティアが亡くなった20年以上後まで長生きした。
- ハリー・アウグストゥス・ガーフィールド（1863-1942） -弁護士、教育者、公務員。
- ジェームズ・ルドルフ・ガーフィールド（1865-1950） -弁護士、公務員。
- モリー・ガーフィールド・スタンレー・ブラウン（1867-1947） - 私立学校で教育を受け、ガーフィールドの任期中に大統領秘書を務めた人物と結婚。
- アービン・マクドウェル・ガーフィールド（1870-1951） -弁護士。
- エイブラム・ガーフィールド（1872-1958） -建築家。